# Josepa Soler i Erill
Josepa Soler i Erill (Barcelona, 18 de novembre de 1937) és una jugadora, entrenadora i directiva de basquetbol catalana.
Als 16 anys va començar a treballar a la fàbrica INDO del barri de Santa Eulàlia de l'Hospitalet de Llobregat i formà part des de l'any 1952 del Club Esportiu Cottet, amb el qual va guanyar dos Campionats de Catalunya i un d'Espanya el 1960. Després de la dissolució de l'equip l'any 1965 va formar part del Picadero Jockey Club però sense prendre part en la competició. A partir de la dècada dels 1980, va dedicar-se a l'ensenyament de l'esport en general, primer a través de l'Associació Esportiva les Corts i, posteriorment, del Club Joventut les Corts, que va fundar l'any 1991. Des d'aleshores, ha estat entrenadora de les categories juvenils, cadet, infantil, i a més, ha desenvolupat la tasca de tresorera de l'entitat.
Entre d'altres reconeixements, va rebre la medalla Forjadors de la Història Esportiva de Catalunya l'any 1991 i fou nomenada Històrica del Bàsquet Català l'any 2000. Des de la seva 19a edició, el «Torneig Femení de Les Corts» passà a denominar-se «Trofeu Pepa Soler».

## Palmarès
- 2 Campionat de Catalunya de bàsquet femení: 1962. 1963
- 1 Copa espanyola de bàsquet femenina: 1959-60